# Aruama
Aruama är ett släkte av skalbaggar. Aruama ingår i familjen långhorningar.
Kladogram enligt Catalogue of Life:
| Aruama | \| \| Aruama incognita \| \| \| \| \| \| Aruama viridis \| \| \| \| |
|        | \| \| Aruama incognita \| \| \| \| \| \| Aruama viridis \| \| \| \| |
|        | Aruama incognita                                                    |
|        |                                                                     |
|        | Aruama viridis                                                      |
|        |                                                                     |